# إلفيرا كويفاس
إلفيرا كويفاس فييرا هي عالمة بيئة بورتوريكية . وهي أستاذة في قسم علم الأحياء بجامعة بورتوريكو ، Río Piedras Campus حيث تعمل مديرة لمركز الإيكولوجيا الاستوائية التطبيقية والحفظ. 

## النشأة والتعليم
ولدت كويفاس في 20 أغسطس, سنة 1950 في سان خوان ، بورتوريكو . أصبحت مهتمة بالعلوم في سن مبكر وخططت` في الأصل للطب. انتقلت إلى علم البيئة بعد أخذ دورة في علم البيئة تحت اشراف 'هيرمينيو لوغو لوغو' في جامعة بورتوريكو في موقع ريو بيدراس ، (Río Piedras Campus- University of Puerto Rico (UPR-RP) . تخرجت ب البكالوريوس والماجستير في علم الأحياء في UPR-RP. كانت موضوع الماجستير لعام 1975 بعنوان التغييرات في معلمات جودة المياه المختارة كما تأثرت بأنماط استخدام الأراضي في حوض صرف إسبيريتو سانتو . أكملت كويفاس درجة الدكتوراه. في علم البيئة في المعهد الفنزويلي للبحث العلمي (IVIC) عام 1984. كانت أول خريجة في مجال علم البيئة في IVIC وفي فنزويلا . كانت أطروحتها بعنوان Crecimiento de raices finas y su relacion con los procesos de descomposicion de materia organica y liberacion de nutrientes en bosques del alto Rio Negro en el الجوالio Federal Amazonas . كانت زميلة بعد الدكتوراه في المعهد الدولي للغابات الاستوائية .

## مسار مهني
كويفاس عاشت وعملت في فنزويلا لمدة 25 عامًا. في عام 2001 ، انضمت إلى أعضاء هيئة التدريس في UPR-RP  حيث تعمل أستاذة في قسم علم الأحياء. وهي مديرة مركز علم البيئة الاستوائية التطبيقية والحفظ في UPR-RP. في مايو 2004 ، أصبحت كويفاس عضوة مساعدة في هيئة التدريس في قسم إدارة وحفظ الموارد الطبيعية في كلية الطب البيطري وتقنية الحيوان في جامعة يوكاتان المستقلة Autónoma de Yucatán .

### ابحاث
تبحث كويفاس في النظام البيئي ، وعمليات ووظائف النظم البيئية ، والتفاعلات بين التربة والنبات ، ودورة المغذيات ، ودورة الكربون . كما تبحث في الهيدرولوجيا البيئية للأنظمة شبه القاحلة والأراضي الرطبة الحضرية. تبحث أيضا كويفاس في الاستجابات الفيزيولوجية للنباتات لتغير المناخ ، وتقلب المناخ ، وتلوث المعادن الثقيلة في الأراضي الرطبة الحضرية. تستخدم تقنية النظائر المستقرة الطبيعية لتحديد مصادر المياه والكربون في التربة وتقييم استجابات النباتات لتوافر المياه والمغذيات.

## الجوائز والتكريمات
في عام 2000 ، حصلت كويفاس على زمالة غوغنهايم لدراسة علوم النبات. في عام 2019 ، أصبحت أول امرأة بورتوريكية تم تسميتها في الاكادمية اللاتينية ألامريكية للعلوم Latin American Academy of Science [البرتغالية]
 .

## الحياة الشخصية
كويفاس متزوجة و لها ابن. زوجها وابنها أيضاً علماء.

## روابط خارجية
- إلفيرا كويفاس منشورات مفهرسة من قبل جوجل سكولار